# Marco Pompetti
Marco Pompetti (Pescara, 22 maggio 2000) è un calciatore italiano, centrocampista del Catanzaro.

## Caratteristiche tecniche
Inizialmente attaccante, nelle giovanili dell'Inter è stato spostato a centrocampo, dove predilige agire da regista basso.

## Carriera
Pompetti ha iniziato a giocare a calcio nel settore giovanile del Pescara e nel 2017 è stato acquistato dall'Inter. Con la primavera dei nerazzurri ha conquistato il Campionato Primavera 1 2017-2018 venendo nominato miglior giocatore della fase finale della competizione ed il Torneo di Viareggio 2018.
Nel 2020 è passato in prestito alla Sampdoria che lo ha utilizzato solamente nella propria formazione primavera. Nel mercato di gennaio successivo ha lasciato i blucerchiati per firmare con il Pisa fino al termine della stagione. Ha giocato il suo primo incontro ufficiale il 24 luglio contro il Cosenza in Serie B.
Il 5 ottobre 2020 il prestito ai toscani viene rescisso; contestualmente è passato in prestito alla Cavese in Serie C e il 28 aprile 2021 ha segnato il suo primo gol in carriera nel successo casalingo per 3-0 sul Turris. Il 23 luglio 2021 ha fatto ritorno in prestito al Pescara sempre in Serie C, dove ha disputato una stagione da titolare.
Il 9 luglio 2022 è stato prestato al Südtirol, neopromosso in Serie B. Con il club di Bolzano ha giocato con poca continuità collezionando 18 presenze di cui solo 7 da titolare. Terminata la stagione ha fatto rientro all'Inter, che il 1º luglio 2023 lo ha ceduto a titolo definitivo al Catanzaro. Il 30 agosto segna la sua prima rete in serie B nel successo per 3-0 contro lo Spezia. 

## Statistiche

### Presenze e reti nei club
Statistiche aggiornate al 25 maggio 2025.
| Stagione         | Squadra          | Campionato       | Campionato | Campionato | Coppe nazionali | Coppe nazionali | Coppe nazionali | Coppe continentali | Coppe continentali | Coppe continentali | Altre coppe | Altre coppe | Altre coppe | Totale | Totale |
| Stagione         | Squadra          | Comp             | Pres       | Reti       | Comp            | Pres            | Reti            | Comp               | Pres               | Reti               | Comp        | Pres        | Reti        | Pres   | Reti   |
| ---------------- | ---------------- | ---------------- | ---------- | ---------- | --------------- | --------------- | --------------- | ------------------ | ------------------ | ------------------ | ----------- | ----------- | ----------- | ------ | ------ |
| 2019-gen. 2020   | Sampdoria        | A                | 0          | 0          | CI              | 0               | 0               |                    | -                  | -                  |             | -           | -           | 0      | 0      |
| gen.-giu. 2020   | Pisa             | B                | 1          | 0          | CI              | 0               | 0               |                    | -                  | -                  |             | -           | -           | 1      | 0      |
| ago. 2020        | Pisa             | B                | 0          | 0          | CI              | 1               | 0               |                    | -                  | -                  |             | -           | -           | 1      | 0      |
| 2020-2021        | Cavese           | C                | 22         | 1          | CI              | 0               | 0               |                    | -                  | -                  |             | -           | -           | 22     | 1      |
| 2021-2022        | Pescara          | C                | 31+3       | 4+1        | CI+CI-C         | 0+2             | 0               |                    | -                  | -                  |             | -           | -           | 36     | 5      |
| 2022-2023        | Südtirol         | B                | 17         | 0          | CI              | 1               | 0               |                    | -                  | -                  |             | -           | -           | 18     | 0      |
| 2023-2024        | Catanzaro        | B                | 29+2       | 1          | CI              | 2               | 0               |                    | -                  | -                  |             | -           | -           | 33     | 1      |
| 2024-2025        | Catanzaro        | B                | 33+3       | 4          | CI              | 1               | 0               |                    | -                  | -                  |             | -           | -           | 37     | 4      |
| Totale Catanzaro | Totale Catanzaro | Totale Catanzaro | 62+5       | 5          |                 | 3               | 0               |                    | -                  | -                  |             | -           | -           | 70     | 5      |
| Totale carriera  | Totale carriera  | Totale carriera  | 141        | 11         |                 | 7               | 0               |                    | -                  | -                  |             | -           | -           | 148    | 11     |

## Palmarès

### Club

#### Competizioni giovanili
- Campionato Primavera: 1

Inter: 2017-2018
- Torneo di Viareggio: 1 : 1

Inter: 2018